# Антиох II (Комагена)
Антиох II Епифан (на гръцки: Ἀντίοχος ὀ Ἐπιφανής) е човек от арменски и гръцки произход, който е живял през I век пр.н.е. Той е принц на Комагена, втори син на цар Антиох I Теос и Исия и по-младия брат на принцът и бъдещ цар Митридат II от Комагена.
Малко се знае за живота на Антиох II. През 29 пр.н.е. Антиох е призован да се яви в Рим заради обвинение в убийство на посланик изпратен от брат му в Римската република. Впоследствие е екзекутиран по заповед на Октавиан Август.